# Jefferson Montero
Jefferson Antonio Montero Vite (Babahoyo, Ecuador, 1989. szeptember 1. –) ecuadori labdarúgó, aki jelenleg a Swansea Cityben játszik, szélsőként.

## Pályafutása

### Kezdeti évek
Montero a CS Emelecben kezdte pályafutását, de igazán a másodosztályban szereplő Independiente del Valle játékosaként hívta fel magára először a figyelmet. Nem sokkal később a mexikói Dorados de Sinaloa kölcsönvette, mely az élvonalba való feljutásért küzdött. 2008. október 11-én, az Irapuato ellen mutatkozott be.

### Villarreal
2009. április 27-én leigazolta a spanyol Villarreal.  Ötéves  szerződést adott neki a klub, mely a 2009-10-es szezon elején lépett érvénybe. Július 19-én két góllal és öt gólpasszal vette ki a részét az amatőr Navata 27-0-s legyőzéséből. Az idény nagy részét a másodosztályban, a Villarreal B csapatában töltötte. Később felkerült az első csapat keretéhez, ahol Santi Cazorlával és Canival kellett megküzdenie a csapatba kerülésért. 2010. augusztus 29-én, a Real Sociedad ellen mutatkozott be a La Ligában.
Nem sikerült állandó helyet szereznie magának a csapatban, ezért 2011 januárjában kölcsönben a Levantéhez igazolt. Júniusban visszatért a Villarrealhoz, de 28-án ismét kölcsönadták, ezúttal a frissen feljutott Real Betisnek. 2012. március 10-én megszerezte első gólját a csapatban, egy Real Madrid elleni 3-2-re elveszített találkozón.

### Morelia
2012. június 15-én a mexikói élvonalban szereplő Monarcas Moreliához igazolt, ahol három évre írt alá. Első gólját július 15-én, a Club América ellen szerezte, valamint két gólpasszt is kiosztott a mérkőzésen. Augusztus 21-én a kupában mesterhármast szerzett korábbi csapata, a Dorados de Sinaloa ellen. 2013. január 4-én gólt szerzett a Cruz Azul ellen. Később a Deportivo Toluca ellen ismét háromszor volt eredményes.

### Swansea City
Montero 2014. július 24-én ismeretlen összeg ellenében a Premier League-ben szereplő Swansea Cityhez igazolt. Augusztus 16-án, a szezon első bajnokiján mutatkozott be, a 67. percben beállva a Manchester United ellen.

### A válogatottban
Az ecuadori válogatottba 2007 októberében, egy Bolívia elleni barátságos meccsre hívták meg először, de játéklehetőséget nem kapott. Végül 2007. november 21-én, egy Peru ellen 5-1-re megnyert vb-selejtezőn mutatkozott be. Első válogatottbeli gólját 2009. május 27-én szerezte, Salvador ellen. A válogatottal részt vett a 2014-es világbajnokságon, ahol június 15-én, egy Svájc elleni csoportmeccsen lépett pályára először, 77 percet játszva.

## Külső hivatkozások
- Jefferson Montero pályafutásának statisztikái a Soccerbase oldalon (angolul)